# Tanaka Kinuyo

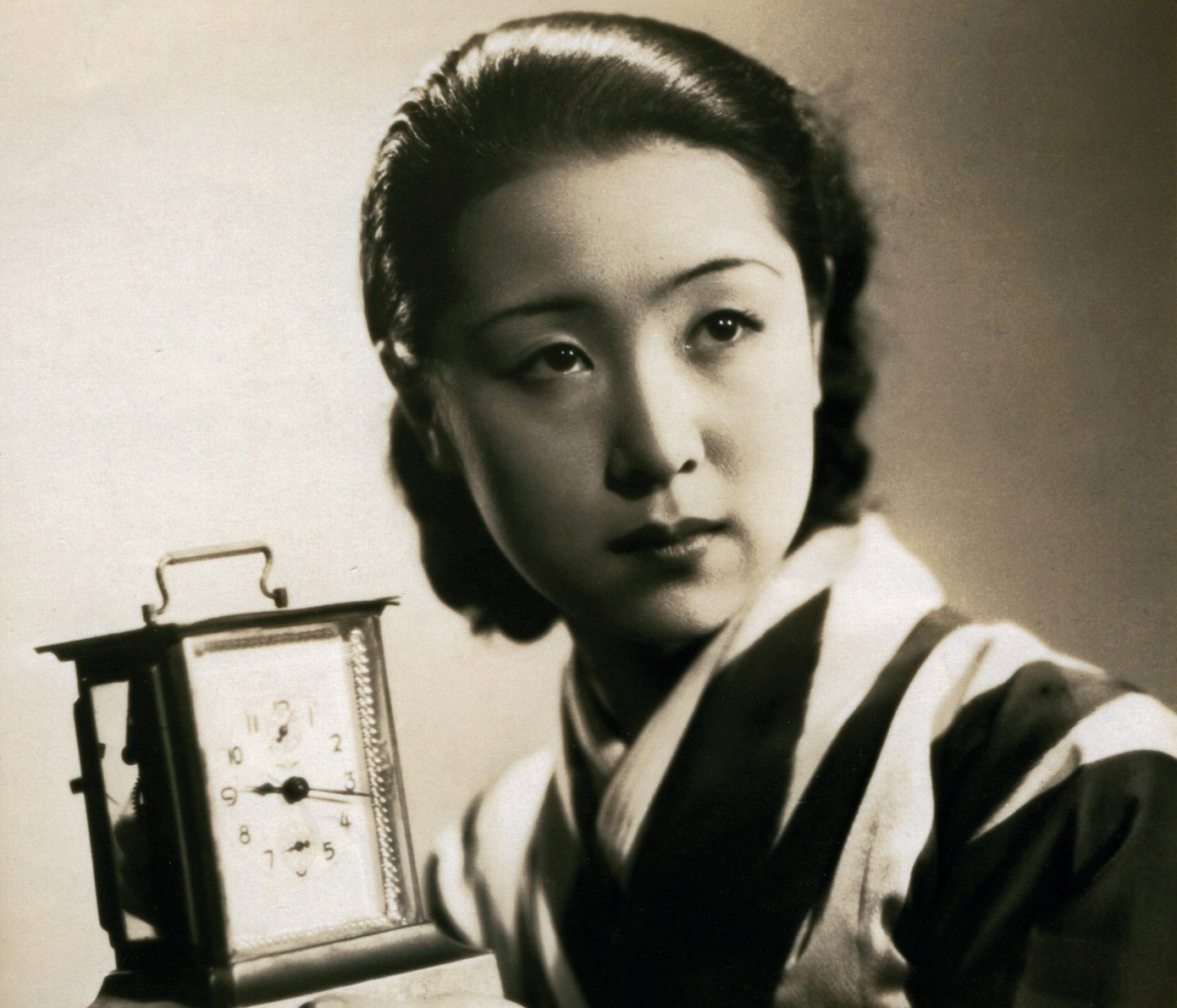
Kinuyo Tanaka in Jinsei no onimotsu (1935)

Tanaka Kinuyo (japanisch 田中 絹代; anhörenⓘ; * 28. November 1910 in Shimonoseki, Präfektur Yamaguchi; † 21. März 1977) war eine japanische Schauspielerin und Regisseurin.

## Leben und Werk
Tanaka Kinuyo war das jüngste von acht Geschwistern. Ihr Vater verstarb früh und hinterließ die Familie ohne Einkommen. Sie begann ihre Karriere als Kind in verschiedenen Revuen (1920–1923) und feierte 1924 ihr Leinwanddebüt, damit sicherte sie die Existenz ihrer Familie. Ihre Ehe mit dem Regisseur Hiroshi Shimizu war von kurzer Dauer. Ihre Rolle in Okoto zu Sasuke (1935) brachte ihr Anerkennung.
In ihrer fünfzigjährigen Karriere bestach sie vor allem durch Mizoguchi Kenjis Filme Der Sieg der Frauen (1946), Utamaro und seine fünf Frauen (1946) über Kitagawa Utamaro, Die Liebe der Schauspielerin Sumako (1947) über Matsui Sumako, Frauen der Nacht (1948), Die Flammen meiner Liebe (1949), Frau Oyu (1951), Das Leben der Frau Oharu (1952), Ugetsu – Erzählungen unter dem Regenmond (1953), Sansho Dayu – Ein Leben ohne Freiheit (1954) und Eine Frau, von der man spricht (1954). Akira Kurosawa engagierte sie für Rotbart (1965).
Auf der Höhe ihres Ruhms als Schauspielerin wandte sich Tanaka der Filmregie zu. Zwischen 1952 und 1962 drehte sie sieben Spielfilme. Sie war nach Tazuko Sakane erst die zweite Frau, die im japanischen Studiosystem als Regisseurin tätig war. Auch international gab es damals wenige Filmemacherinnen. Einige Regisseure, mit denen sie als Schauspielerin gearbeitet hatte, unterstützten sie, darunter Kinoshita Keisuke und Ozu, die ihr eigene Drehbücher anboten. Mizoguchi dagegen versuchte in seiner Funktion als Chef des japanischen Regieverbands zu verhindern, dass sein größter Star ins Regiefach wechselte. Erst in jüngster Zeit wird Tanaka als wichtige Filmemacherin und Wegbereiterin für nachfolgende japanische und internationale Kolleginnen wahrgenommen.
Für ihre Darstellung in Kei Kumais Sandakan, Haus Nr. 8 wurde Tanaka auf der Berlinale 1975 mit einem silbernen Bären ausgezeichnet. Ihre letzte Rolle spielte sie 1976 neben Claude Jade und Gō Katō in Kumais Film Das Nordkap.

## Filmografie (Auswahl)

### Als Schauspielerin
(Filme unter Ozu Yasujirō sind mit ◎ gekennzeichnet)
- 1929: Ich habe promoviert, aber… (大学は出たけれど, Daigaku wa deta keredo) ◎
- 1930: Ich bin zwar durchgefallen, aber… (落第はしたけれど) ◎
- 1930: Junges Fräulein (お嬢さん, Ojosan) ◎
- 1931: Madam to Nyōbō (マダムと女房, Madamu to nyōbō)
- 1932: Wo sind deine Jugendträume jetzt? (青春の夢いまいづこ, Seishun no yume ima izuko) ◎
- 1933: Die Tänzerin von Izu (恋の花咲く 伊豆の踊子, Koi no hanasaku Izu no odoriko)
- 1933: Eine Frau aus Tokio (東京の女, Tōkyō no onna)  ◎
- 1933: Eine Frau in der Gefahrenzone (非常線の女, Hijōsen no onna) ◎
- 1935: Ein unschuldiges Dienstmädchen (箱入娘, Hakoiri musume) ◎
- 1946: Der Sieg der Frauen (Josei no shōri)
- 1946: Utamaro und seine fünf Frauen (Utamaro o meguro gonin no onna)
- 1947: Die Liebe der Schauspielerin Sumako (Joyū Sumako no koi)
- 1948: Ein Huhn im Wind (風の中の牝雞, Kaze no naka no mendori) ◎
- 1949: Die Flammen meiner Liebe (Waga koi wa moenu)
- 1950: Die Schwestern Munekata (宗方姉妹, Munekata no kyōdai) ◎
- 1952: Das Leben der Frau Oharu (Saikaku ichidai onna)
- 1952: Mutter (Okāsan)
- 1953: Ugetsu – Erzählungen unter dem Regenmond (Ugetsu monogatari)
- 1954: Sansho Dayu – Ein Leben ohne Freiheit (Sanshō dayū)
- 1958: Die Ballade von Narayama (Narayama bushikō)
- 1958: Sommerblüten (Higanbana) ◎
- 1965: Rotbart (Akahige)
- 1975: Sandakan, Haus Nr. 8 (Sandakan hachiban shōkan: Bōkyō)
- 1976: Das Nordkap (Kita no misaki)

### Als Regisseurin
- 1953: Liebesbriefe
- 1955: The Moon Has Risen
- 1955: The Eternal Breasts
- 1960: The Wandering Princess
- 1961: Girls of Dark
- 1962: Love Under the Crucifix[2]